# La Plana (Alt Camp)
La Plana – miejscowość w Hiszpanii, w Katalonii, w prowincji Tarragona, w comarce Alt Camp, w gminie Alcover.
Według danych INE z 2005 roku miejscowość zamieszkiwało 14 osób.